# Haïti chérie (chanson)
Pour les articles homonymes, voir Haïti chérie.
Haïti Chérie est une chanson patriotique d'Haïti créée par Othello Bayard en 1920.
La chanson fut écrite sous le nom de "Souvenir d'Haïti". Othello Bayard a composé la musique et écrit les paroles qui résonnent comme un écho dans le cœur et la mémoire collective du peuple haïtien.
Si elle n'est pas l'hymne national haïtien, qui est La Dessalinienne, elle n'en demeure pas moins un hymne patriotique, populaire et affectif pour le peuple haïtien.
Le texte fut rédigé en créole haïtien.
La chanson fut reprise en anglais par le chanteur américain Harry Belafonte, et en français par le chanteur francophone Georges Moustaki.